# Брезє-Дравсько
Брезє-Дравсько (хорв. Brezje Dravsko) — населений пункт у Хорватії, у Вараждинській жупанії у складі громади Цестиця.

## Населення
Населення за даними перепису 2011 року становило 209 осіб.
Динаміка чисельності населення поселення:

## Клімат
Середня річна температура становить 9,90 °C, середня максимальна – 23,93 °C, а середня мінімальна – -6,42 °C. Середня річна кількість опадів – 932 мм.
| Клімат поселення                              | Клімат поселення | Клімат поселення | Клімат поселення | Клімат поселення | Клімат поселення | Клімат поселення | Клімат поселення | Клімат поселення | Клімат поселення | Клімат поселення | Клімат поселення | Клімат поселення | Клімат поселення |
| Показник                                      | Січ.             | Лют.             | Бер.             | Квіт.            | Трав.            | Черв.            | Лип.             | Серп.            | Вер.             | Жовт.            | Лист.            | Груд.            |                  |
| Середній максимум, °C                         | 5,30             | 7,19             | 11,60            | 15,91            | 20,89            | 23,93            | 23,67            | 23,10            | 19,10            | 13,99            | 8,40             | 4,42             |                  |
| Середня температура, °C                       | −0,56            | 1,34             | 5,78             | 10,08            | 15,05            | 18,09            | 19,71            | 19,20            | 15,20            | 10,02            | 4,42             | 0,49             |                  |
| Середній мінімум, °C                          | −6,42            | −4,5             | −0,09            | 4,23             | 9,20             | 12,24            | 15,79            | 15,25            | 11,25            | 6,09             | 0,49             | −3,44            |                  |
| Норма опадів, мм                              | 42               | 46               | 63               | 73               | 81               | 108              | 101              | 95               | 87               | 87               | 86               | 63               |                  |
| Середньомісячна швидкість вітру, м/с          | 1.70             | 1.98             | 2.32             | 2.40             | 2.24             | 2.00             | 1.90             | 1.70             | 1.70             | 1.74             | 1.81             | 1.80             |                  |
| Середньомісячна сонячна радіація, кДж/м²·день | 4015             | 6782             | 10518            | 14785            | 18824            | 20622            | 21211            | 18467            | 13679            | 8550             | 4478             | 3198             |                  |
| --------------------------------------------- | ---------------- | ---------------- | ---------------- | ---------------- | ---------------- | ---------------- | ---------------- | ---------------- | ---------------- | ---------------- | ---------------- | ---------------- | ---------------- |
| Джерело:                                      |                  |                  |                  |                  |                  |                  |                  |                  |                  |                  |                  |                  |                  |